# Anatolij Nyikolajevics Porhunov
Anatolij Nyikolajevics Porhunov (oroszul: Анатолий Николаевич Порхунов; Moszkva, 1928. július 28. – Moszkva, 1992. június 1.) szovjet labdarúgó. Tagja volt a Szovjetunió 1956-os nyári olimpiai keretének.

## Pályafutása

### Klubcsapatokban
1949-ben Moszkvában kezdte a labdarúgó pályafutását. 1953-ban rövid időre a Lokomotyiv Moszkvához igazolt. Az 1954-es szezon elején meghívást kapott a CDKA Moszkvába, ahol 4 évig játszott. 1962-ben fejezte be profi labdarúgó-pályafutását, a szovjet katonai erők labdarúgó-csapatában a Német Demokratikus Köztársaságban.

### A válogatottaban
1955. március 6-án mutatkozott be a  szovjet válogatottban az indiai válogatott elleni nem hivatalos mérkőzésen, amelyet 3–0-ra megnyertek. Játszott a Szovjetunió olimpiai csapatában, amely aranyérmet nyert az 1956-os melbourne-i olimpián.

## Sikerei, díjai

### Klubcsapatokkal
- A szovjet bajnokság bronzérmese: 1955, 1956
- Szovjet kupagyőztes: 1955

### A válogatottal
- Olimpiai aranyérmes: 1956